# Kernen Omloop Echt-Susteren
La Kernen Omloop Echt-Susteren es una carrera ciclista profesional de un día que se disputa en los Países Bajos.
Se creó en 2008 como una carrera amateur; y en 2009, tras un año sin disputarse, pasó a ser parte del UCI Europe Tour, en la categoría 1.2 (última categoría del profesionalismo).

## Palmarés
En amarillo: edición amateur.
| Año  | Ganador           | Segundo              | Tercero              |
| ---- | ----------------- | -------------------- | -------------------- |
| 2008 | Rik Kavsek        | Hans Bloks           | Sander Oostlander    |
| 2009 | No se disputó     | No se disputó        | No se disputó        |
| 2010 | Peter Schulting   | Michael Schweizer    | Wesley Kreder        |
| 2011 | Andris Smirnovs   | Jonas Ahlstrand      | Jetse Bol            |
| 2012 | Daniel Hoelgaard  | Daniel McLay         | Tino Thömel          |
| 2013 | Dylan Groenewegen | Tino Thömel          | Wim Stroetinga       |
| 2014 | Phil Bauhaus      | Patrick Clausen      | Remco te Brake       |
| 2015 | Max Walscheid     | Stan Godrie          | Johim Ariesen        |
| 2016 | Daan Meijers      | Nathan Van Hooydonck | Jan-Willem Van Schip |
| 2017 | Robbert de Greef  | Morten Hulgaard      | Stijn De Bock        |

## Palmarés por países
| País         | Victorias |
| ------------ | --------- |
| Países Bajos | 5         |
| Alemania     | 2         |
| Noruega      | 1         |
| Letonia      | 1         |